# Тарасов Лука Федорович
Лука́ Фе́дорович Тара́сов (нар. 1913 — пом. 1990) — радянський військовик часів Другої світової війни, Герой Радянського Союзу (1940).

## Життєпис
Народився 5 лютого 1913 року в селі Зарубинці Вільховатської волості Вовчанського повіту Харківської губернії Російської імперії (нині — Великобурлуцького району Харківської області). Росіянин. Здобув початкову освіту.
У 1929—1931 роках працював у радгоспі «Красноярськ» Великобурлуцького району, у 1931—1935 роках — садівником у радгоспі імені КІМу Вовчанського району.
До лав РСЧА призваний у жовтні 1935 року. У 1936 році закінчив полкову школу молодших командирів. Проходив військову службу в Київському військовому окрузі на посадах командира гармати і помічника командира взводу. У травні 1939 року закінчив курси молодших лейтенантів і обійняв посаду командира взводу 137-го гаубичного артилерійського полку КОВО. Восени того ж року брав участь у радянському вторгненні в Польщу.
Особливо командир взводу 137-го гаубичного артилерійського полку 13-ї армії Північно-Західного фронту лейтенант Л. Ф. Тарасов відзначився під час радянсько-фінської війни. Під час боїв 25-27 лютого 1940 року вивів гармати свого взводу на пряму наводку і з відкритих вогневих позицій обстрілював ДОТи супротивника, зруйнувавши три з них.
До вересня 1940 року обіймав посаду командира артилерійської батареї в Київському ОВО. З вересня 1940 по червень 1941 року навчався на підготовчих курсах Артилерійської академії імені Ф. Е. Дзержинського.
Учасник німецько-радянської війни з липня 1941 року. Командував артилерійськими батареями 773-го артилерійського полку Північно-Західного і 13-го гвардійського мінометного полку Західного фронтів. Брав участь в битві за Москву. 7 грудня 1941 року отримав важке поранення, внаслідок якого втратив ліву ногу.
З червня 1942 року — інструктор Музею Центрального будинку Червоної армії. У 1943—1953 роках — інструктор і старший інструктор військового відділу Центрального будинку Червоної армії. З листопада 1953 року — тренер, старший тренер, інструктор зі спорту команди з стрілецького спорту, фехтування і сучасного п'ятиборства ЦСКА. У листопаді 1960 року підполковник Л. Ф. Тарасов вийшов у відставку. У 1961—1979 роках працював тренером-викладачем зі спорту у Військово-повітряній інженерній академії імені М. Є. Жуковського.
Мешкав у Москві, де й помер 18 серпня 1990 року. Похований на Троєкурівському цвинтарі.

## Нагороди
Указом Президії Верховної Ради СРСР від 7 квітня 1940 року, за мужність і героїзм, виявлені у боях, лейтенантові Тарасову Лукі Федоровичу присвоєне звання Героя Радянського Союзу з врученням ордена Леніна і медалі «Золота Зірка» (№ 493).
Також нагороджений орденами Червоного Прапора (30.12.1956), двічі — Вітчизняної війни 1-го ступеня (06.11.1947, 11.03.1985), Червоної Зірки (15.11.1950) і медалями.